# Fritz Riwotzki
Fritz Riwotzki (* 1910 in Wattenscheid; † 1978) war in der Zeit des Nationalsozialismus ein deutscher Widerstandskämpfer (Rote Kämpfer) und in der Nachkriegszeit Polizeipräsident von Dortmund.

## Leben
Riwotzki war gelernter Schriftsetzer und trat 1926 in die Sozialistische Arbeiterjugend (SAJ) ein. 1928 wurde er Mitglied der SPD und der Jungsozialisten (JS). Nach dem Verbot der JS durch den SPD-Parteivorstand 1931 nahm er Kontakt auf zu den Düsseldorfer und Kölner Gruppen der Roten Kämpfer (RK). Ab 1932 war er festes Mitglied der RK und begründete 1933 deren Wattenscheider Gruppe.
Im August 1936 nahm er an der RK-Reichskonferenz in Berlin teil. Im November des Jahres wurde die Wattenscheider Gruppe von der Gestapo enttarnt. Riwotzki floh nach Berlin, um die RK-Reichsleitung zu warnen. Am 14. November 1936 wurde er verhaftet und am 18. August 1937 im Prozess gegen „Riwotzki und andere“ vom OLG Hamm zu sechs Jahren Zuchthaus verurteilt. Bis zum Mai 1945 folgten neun Jahre Zuchthaus- und KZ-Haft mit schweren Misshandlungen.
Nach der Befreiung gründete er im Auftrag des SPD-Parteivorstandes Orts- und Kreisverbände im Land Brandenburg. 1946 musste er in den Westen flüchten, weil ihm als Gegner der Zwangsvereinigung von KPD und SPD zur SED deren Abwehr und der NKWD zusetzten. In Düsseldorf wurde er Leiter der Landespressestelle der SPD und anschließend Regierungsrat im NRW-Innenministerium.
Danach war er als Polizeidirektor in Hagen tätig und ab 1957 bis zur Pensionierung Polizeipräsident in Dortmund.
Während seiner Amtszeit in Dortmund war er unter anderem 1971 mit der Bewältigung der Transportpreisrevolte
und 1973 mit der Verhinderung einer Demonstration der maoistischen KPD zum 1. Mai befasst. Während der Sozialhistoriker Hans-Heinrich Bass während der Ereignisse des Jahres 1971 eher eine mäßigende Haltung Riwotzkis erkennt, war Riwotzki im Jahr 1973 nach Ansicht des Spiegels für die gewaltsame Lösung des Konfliktes verantwortlich.